# Agajakan
Agajakan (rusky Агаякан) je řeka v Ojmjakonském okrese v Jakutské republice v Rusku. Je 160 km dlouhá. Povodí má rozlohu 7630 km².

## Průběh toku
Protéká téměř neobydlenou krajinou. Po soutoku se Suntarem vytváří nedaleko vesnice Agajakan Kjuente, která je přítokem Indigirky.

## Využití
Řeka je využívána vodáky. 28. července 2013 na řece zahynul český vodák poté, když se s ním převrátil kajak.